# Nottingham Forest Football Club 2020-2021
Questa voce raccoglie le informazioni riguardanti il Nottingham Forest Football Club nelle competizioni ufficiali della stagione 2020-2021.

## Stagione
La stagione 2020-2021 è stata la 155ª stagione del club e la tredicesima stagione consecutiva in Championship.
Oltre a disputare la Championship, il Forest ha partecipato anche alle due coppe inglesi: la FA Cup e la League Cup.
La stagione del Forest inizia subito in salita, con l'eliminazione al primo turno di League Cup, denominata Carabao Cup per motivi di sponsorizzazione, perdendo 1-0 sul campo del Barnsley.
All'eliminazione in coppa di lega, seguono 4 sconfitte in campionato che, il 6 ottobre 2020, portano la dirigenza ad esonerare l'allenatore francese Sabri Lamouchi e ad ingaggiare al suo posto l'irlandese Chris Hughton.
Per quanto riguarda la FA Cup, dopo aver vinto 1-0 contro il Cardiff City al terzo turno, viene eliminato nel turno successivo dallo Swansea City, subendo una sonora sconfitta per 5-1.
L'8 maggio 2021, dopo essere stato lungamente tra le ultime posizioni, arriva all'ultima giornata già salvo, subendo una sconfitta indolore contro il Preston N.E., chiudendo il campionato al 17º posto.

## Maglie e sponsor
Lo sponsor tecnico per la stagione 2020-2021 è l'azienda italiana Macron; il Main Sponsor ufficiale è la piattaforma di gioco autorizzata e regolamentata dal Regno Unito Football Index; come Top Sponsor posteriore viene annunciato il prolungamento dell'accordo con UK Meds, che compare anche sulle tenute di allenamento. Il 16 ottobre 2020 viene annunciato l'ingresso di Boxt come sponsor sul retro dei pantaloncini e a partire dal 2 aprile 2021, in occasione della gara contro il Cardiff City, diviene il nuovo Main Sponsor ufficiale.
|  | Casa | Trasferta | Third |

A fine stagione vengono annunciati nuovi accordi per le sponsorizzazioni: confermato Boxt come Main Sponsor ufficiale; come Top Sponsor posteriore viene annunciato il prolungamento dell'accordo con UK Meds; come sponsor sul retro dei pantaloncini viene siglato un nuovo accodo con The Skinny Food Co

## Rosa
Rosa e numerazione sono aggiornati all'8 marzo 2021.
| N. |                        | Ruolo | Calciatore            |
| -- | ---------------------- | ----- | --------------------- |
| 2  | Irlanda (bandiera)     | D     | Cyrus Christie        |
| 3  | Portogallo (bandiera)  | D     | Tobias Figueiredo     |
| 4  | Inghilterra (bandiera) | D     | Joe Worrall           |
| 5  | Portogallo (bandiera)  | D     | Yuri Ribeiro          |
| 6  | Francia (bandiera)     | D     | Loïc Mbe Soh          |
| 7  | Giamaica (bandiera)    | A     | Lewis Grabban         |
| 8  | Inghilterra (bandiera) | C     | Jack Colback          |
| 9  | Capo Verde (bandiera)  | A     | Nuno da Costa         |
| 10 | Portogallo (bandiera)  | C     | João Carvalho         |
| 11 | Inghilterra (bandiera) | C     | Sammy Ameobi          |
| 12 | Inghilterra (bandiera) | P     | Jordan Smith          |
| 13 | Camerun (bandiera)     | D     | Gaëtan Bong           |
| 14 | Comore (bandiera)      | C     | Fouad Bachirou        |
| 15 | Inghilterra (bandiera) | C     | Luke Freeman          |
| 16 | Inghilterra (bandiera) | D     | Carl Jenkinson        |
| 17 | Inghilterra (bandiera) | C     | Alex Mighten          |
| 18 | Portogallo (bandiera)  | C     | Cafú                  |
| 19 | Spagna (bandiera)      | A     | Miguel Ángel Guerrero |
| 20 | Inghilterra (bandiera) | D     | Michael Dawson        |
| 21 | Mali (bandiera)        | C     | Samba Sow             |
| 22 | Inghilterra (bandiera) | C     | Ryan Yates            |
| 23 | Inghilterra (bandiera) | A     | Joe Lolley            |

| N. |                        | Ruolo | Calciatore              |
| -- | ---------------------- | ----- | ----------------------- |
| 24 | Inghilterra (bandiera) | D     | Tyler Blackett          |
| 25 | Inghilterra (bandiera) | A     | Glenn Murray            |
| 26 | Scozia (bandiera)      | D     | Scott McKenna           |
| 27 | Zimbabwe (bandiera)    | D     | Tendayi Darikwa         |
| 27 | Croazia (bandiera)     | C     | Filip Krovinović        |
| 28 | Portogallo (bandiera)  | C     | Tiago Silva             |
| 28 | Francia (bandiera)     | C     | Anthony Knockaert       |
| 29 | Tunisia (bandiera)     | D     | Yohan Benalouane        |
| 30 | Francia (bandiera)     | P     | Brice Samba             |
| 31 | Irlanda (bandiera)     | C     | Harry Arter             |
| 33 | Montserrat (bandiera)  | A     | Lyle Taylor             |
| 37 | Ghana (bandiera)       | C     | Albert Adomah           |
| 37 | Inghilterra (bandiera) | C     | James Garner            |
| 39 | Senegal (bandiera)     | P     | Abdoulaye Diallo        |
| 40 | Galles (bandiera)      | C     | Brennan Johnson         |
| 41 | Inghilterra (bandiera) | C     | Jake Taylor             |
| 43 | Inghilterra (bandiera) | P     | George Shelvey          |
| 44 | Cipro (bandiera)       | D     | Nicholas Ioannou        |
| 44 | Germania (bandiera)    | D     | Michael Hefele          |
| 46 | Inghilterra (bandiera) | D     | Jordan Lawrence-Gabriel |
| 48 | Inghilterra (bandiera) | A     | Will Swan               |
|    | Inghilterra (bandiera) | A     | Zach Clough             |

## Calciomercato

### Sessione estiva(dal 27/7 al 5/10)
| Acquisti | Acquisti                | Acquisti            | Acquisti      |
| R.       | Nome                    | da                  | Modalità      |
| -------- | ----------------------- | ------------------- | ------------- |
| P        | Abdoulaye Diallo        | Gençlerbirliği      | svincolato    |
| P        | Costel Pantilimon       | Omonia              | fine prestito |
| P        | Luke Steele             | Millwall            | fine prestito |
| D        | Tyler Blackett          | Reading             | svincolato    |
| D        | Cyrus Christie          | Fulham              | prestito      |
| D        | Nicholas Ioannou        | APOEL               | definitivo    |
| D        | Jordan Lawrence-Gabriel | Scunthorpe Utd      | fine prestito |
| D        | Loïc Mbe Soh            | Paris Saint-Germain | definitivo    |
| D        | Scott McKenna           | Aberdeen            | definitivo    |
| D        | Jayden Richardson       | Exeter City         | fine prestito |
| C        | Albert Adomah           | Cardiff City        | fine prestito |
| C        | Harry Arter             | Bournemouth         | definitivo    |
| C        | Fouad Bachirou          | Malmö FF            | definitivo    |
| C        | Liam Bridcutt           | Lincoln City        | fine prestito |
| C        | Cafú                    | Olympiacos          | prestito      |
| C        | Jack Colback            | Newcastle Utd       | svincolato    |
| C        | Tyrese Fornah           | Casa Pia            | fine prestito |
| C        | Luke Freeman            | Sheffield Utd       | prestito      |
| C        | Ateef Konaté            | Le Havre            | definitivo    |
| C        | Jamie McDonnell         | Glentoran           | definitivo    |
| C        | Alexandros Sarantis     | AEK Atene           | definitivo    |
| C        | Jake Taylor             | Port Vale           | fine prestito |
| A        | Miguel Ángel Guerrero   | Olympiacos          | definitivo    |
| A        | Dale Taylor             | Linfield            | definitivo    |
| A        | Lyle Taylor             | Charlton            | svincolato    |

| Cessioni | Cessioni                | Cessioni          | Cessioni              |
| R.       | Nome                    | a                 | Modalità              |
| -------- | ----------------------- | ----------------- | --------------------- |
| P        | Arijanet Murić          | Manchester City   | fine prestito         |
| P        | Costel Pantilimon       | Denizlispor       | definitivo            |
| P        | Marios Siampanis        | Olympiacos        | fine prestito         |
| P        | Luke Steele             |                   | svincolato            |
| D        | Yohan Benalouane        | Arīs Salonicco    | definitivo            |
| D        | Matty Cash              | Aston Villa       | definitivo (£ 14 mln) |
| D        | Owen Gallacher          | Burton Albion     | svincolato            |
| D        | Jordan Lawrence-Gabriel | Blackpool         | prestito              |
| D        | Danny Preston           | Grimsby Town      | prestito              |
| D        | Max Ram                 | Stratford Town    | svincolato            |
| D        | Jayden Richardson       | Forest Green      | prestito              |
| D        | Ethan Stewart           | Nuneaton Borough  | svincolato            |
| C        | Albert Adomah           | QPR               | definitivo            |
| C        | John Bostock            | Tolosa            | fine prestito         |
| C        | Liam Bridcutt           | Lincoln City      | svincolato            |
| C        | Toby Edser              | Aldershot Town    | svincolato            |
| C        | João Carvalho           | Almería           | prestito              |
| C        | Tyrese Fornah           | Plymouth          | prestito              |
| C        | Brennan Johnson         | Lincoln City      | prestito              |
| C        | Marcus McGuane          | Oxford Utd        | prestito              |
| C        | Alfa Semedo             | Benfica           | fine prestito         |
| C        | Jake Taylor             | Scunthorpe Utd    | prestito              |
| C        | Tiago Silva             | Olympiacos        | definitivo            |
| C        | Ben Watson              | Charlton          | svincolato            |
| A        | Adama Diakhaby          | Huddersfield Town | fine prestito         |
| A        | Kieran Hayes            | Truro City        | svincolato            |
| A        | Nuno da Costa           | R.E. Mouscron     | prestito              |
| A        | Victor Sodeinde         |                   | svincolato            |
| A        | Tyler Walker            | Coventry City     | definitivo            |

### Sessione domestica(dal 5/10 al 16/10)
| Acquisti | Acquisti          | Acquisti | Acquisti |
| R.       | Nome              | da       | Modalità |
| -------- | ----------------- | -------- | -------- |
| C        | Anthony Knockaert | Fulham   | prestito |

| Cessioni | Cessioni     | Cessioni     | Cessioni |
| R.       | Nome         | a            | Modalità |
| -------- | ------------ | ------------ | -------- |
| A        | Virgil Gomis | Grimsby Town | prestito |

### Operazioni esterna(dal 17/10 al 3/1)
| Acquisti | Acquisti       | Acquisti        | Acquisti   |
| R.       | Nome           | da              | Modalità   |
| -------- | -------------- | --------------- | ---------- |
| D        | Baba Fernandes | Vitória Setúbal | svincolato |

| Cessioni | Cessioni | Cessioni | Cessioni |
| R.       | Nome     | a        | Modalità |
| -------- | -------- | -------- | -------- |

### Sessione invernale(dal 4/1 all'1/2)
| Acquisti | Acquisti         | Acquisti       | Acquisti      |
| R.       | Nome             | da             | Modalità      |
| -------- | ---------------- | -------------- | ------------- |
| C        | Cafú             | Olympiacos     | riscattato    |
| C        | James Garner     | Manchester Utd | prestito      |
| C        | Filip Krovinović | Benfica        | prestito      |
| C        | Marcelo Saraiva  | Internacional  | svincolato    |
| C        | Jake Taylor      | Scunthorpe Utd | fine prestito |
| A        | Glenn Murray     | Brighton       | definitivo    |

| Cessioni | Cessioni              | Cessioni       | Cessioni   |
| R.       | Nome                  | a              | Modalità   |
| -------- | --------------------- | -------------- | ---------- |
| P        | Jordan Wright         | Alloa Athletic | prestito   |
| D        | Tendayi Darikwa       | Wigan          | definitivo |
| D        | Nicholas Ioannou      | Arīs Salonicco | prestito   |
| C        | Jake Taylor           | Port Vale      | definitivo |
| A        | Zach Clough           | Wigan          | definitivo |
| A        | Miguel Ángel Guerrero | Rayo Vallecano | definitivo |
| A        | Will Swan             | Port Vale      | prestito   |

### Operazioni esterna(dal 2/2 al 30/6)
| Acquisti | Acquisti        | Acquisti   | Acquisti            |
| R.       | Nome            | da         | Modalità            |
| -------- | --------------- | ---------- | ------------------- |
| D        | Riley Harbottle | Wealdstone | fine prestito breve |

| Cessioni | Cessioni        | Cessioni   | Cessioni       |
| R.       | Nome            | a          | Modalità       |
| -------- | --------------- | ---------- | -------------- |
| P        | George Shelvey  | Wealdstone | prestito       |
| D        | Riley Harbottle | Wealdstone | prestito breve |
| C        | Marcus McGuane  | Oxford Utd | riscattato     |

## Risultati

### Championship

#### Girone di andata
| Arbitro: | Tom Robinson |

|                              |           |  |
| Dykes 54’ (rig.) Chair 90+4’ | Marcatori |  |

| Arbitro: | James Linington |

|  |           |               |
|  | Marcatori | 3’, 40’ Moore |

| Arbitro: | Oliver Langford |

|              |           |  |
| Campbell 54’ | Marcatori |  |

| Arbitro: | Keith Stroud |

|             |           |                       |
| Freeman 35’ | Marcatori | 12’ Weimann 22’ Wells |

| Arbitro: | Jarred Gillet |

|  |           |            |
|  | Marcatori | 90’ Lolley |

| Arbitro: | Stephen Martin |

|            |           |                     |
| Ameobi 79’ | Marcatori | 51’ (rig.) Barlaser |

| Arbitro: | Tony Harrington |

|            |           |             |
| Taylor 64’ | Marcatori | 30’ Waghorn |

| Arbitro: | Tim Robinson |

|         |           |                |
| Rea 22’ | Marcatori | 64’ (aut.) Rea |

| Arbitro: | Lee Mason |

|             |           |  |
| Johnson 81’ | Marcatori |  |

| Arbitro: | Geoff Eltringham |

|                                 |           |            |
| McKenna 30’ Taylor 90+6’ (rig.) | Marcatori | 57’ O'Hare |

| Arbitro: | Matthew Donohue |

|                 |           |  |
| Taylor 28’, 74’ | Marcatori |  |

| Arbitro: | Andy Woolmer |

|                        |           |  |
| Styles 85’ Woodrow 88’ | Marcatori |  |

| Arbitro: | Simon Hooper |

|                         |           |  |
| Stanislas 3’ 51’ (rig.) | Marcatori |  |

| Arbitro: | Tony Harrington |

|  |           |             |
|  | Marcatori | 43’ Roberts |

| West Bridgford 2 dicembre 2020, ore 19:45 GMT 15ª giornata | Nottingham Forest | 0 – 0 referto | Watford | City Ground (0 spett.)\| Arbitro: \| David Webb \| |
| Arbitro:                                                   | David Webb        |               |         |                                                    |

| Arbitro: | Gavin Ward |

|                              |           |  |
| João 16’ (rig.) Morrison 53’ | Marcatori |  |

| Arbitro: | Darren Bond |

|                          |           |               |
| Sørensen 45’ Buendia 77’ | Marcatori | 73’ Knockaert |

| Arbitro: | Geoff Eltringham |

|             |           |                                     |
| Worrall 90’ | Marcatori | 15’ Dalsgaard 83’ Dasilva 88’ Toney |

| Arbitro: | Stephen Martin |

|                        |           |  |
| Ribeiro 4’ Grabban 87’ | Marcatori |  |

| Arbitro: | Oliver Langford |

|              |           |             |
| Bradshaw 47’ | Marcatori | 50’ Mighten |

| West Bridgford 26 dicembre 2020, ore 15:00 GMT 21ª giornata | Nottingham Forest | 0 – 0 referto | Birmingham City | City Ground (0 spett.)\| Arbitro: \| Jeremy Simpson \| |
| Arbitro:                                                    | Jeremy Simpson    |               |                 |                                                        |

| Arbitro: | Dean Whitestone |

|              |           |                    |
| Thompson 18’ | Marcatori | 65’ (aut.) Chester |

| Arbitro: | Tim Robinson |

|  |           |                    |
|  | Marcatori | 70’ (rig.) Grabban |

#### Girone di ritorno
| Arbitro: | Keith Stroud |

|                           |           |              |
| Ameobi 34’, 70’ Yates 83’ | Marcatori | 89’ Thompson |

| Arbitro: | Andy Woolmer |

|               |           |                              |
| Mbe Soh 90+3’ | Marcatori | 14’ Assombalonga 50’ Saville |

| Arbitro: | Tony Harrington |

|            |           |                             |
| Biamou 17’ | Marcatori | 22’ Grabban 53’ (aut.) Rose |

| West Bridgford 30 gennaio 2021, ore 15:00 GMT 27ª giornata | Nottingham Forest | 0 – 0 referto | Barnsley | City Ground (0 spett.)\| Arbitro: \| Leigh Doughty \| |
| Arbitro:                                                   | Leigh Doughty     |               |          |                                                       |

| Arbitro: | James Linington |

|  |           |                                     |
|  | Marcatori | 7’, 54’ (rig.) Murray 72’ Knockaert |

| West Bridgford 13 febbraio 2021, ore 12:30 GMT 29ª giornata | Nottingham Forest | 0 – 0 referto | Bournemouth | City Ground (0 spett.)\| Arbitro: \| Chris Kavanagh \| |
| Arbitro:                                                    | Chris Kavanagh    |               |             |                                                        |

| Arbitro: | Geoff Eltringham |

|             |           |  |
| Roberts 87’ | Marcatori |  |

| Arbitro: | Keith Stroud |

|             |           |  |
| Mighten 25’ | Marcatori |  |

| Arbitro: | Matt Donohue |

|  |           |           |
|  | Marcatori | 25’ Yates |

| Arbitro: | Oliver Langford |

|                    |           |            |
| Kâzım-Richards 84’ | Marcatori | 33’ Garner |

| Arbitro: | Jeremy Simpson |

|  |           |                 |
|  | Marcatori | 33’ Tunnicliffe |

| Arbitro: | Jonathan Moss |

|            |           |  |
| Masina 17’ | Marcatori |  |

| Arbitro: | Steve Martin |

|                   |           |           |
| Holmes 49’ (aut.) | Marcatori | 81’ Méïté |

| Arbitro: | Leigh Doughty |

|  |           |                      |
|  | Marcatori | 10’ Pukki 13’ Dowell |

| Arbitro: | Graham Scott |

|                  |           |                |
| Toney 12’ (rig.) | Marcatori | 63’ Krovinović |

| Arbitro: | Gavin Ward |

|  |           |            |
|  | Marcatori | 29’ Garner |

| Arbitro: | Keith Stroud |

|                                    |           |             |
| Mighten 44’ Grabban 63’ Garner 69’ | Marcatori | 90+3’ Dykes |

| Bristol 10 aprile 2021, ore 15:00 BST 41ª giornata | Bristol City | 0 – 0 referto | Nottingham Forest | Ashton Gate Stadium (0 spett.)\| Arbitro: \| Steve Martin \| |
| Arbitro:                                           | Steve Martin |               |                   |                                                              |

| Arbitro: | Andy Woolmer |

|  |           |                     |
|  | Marcatori | 46’ Rowe 61’ Bacuna |

| Arbitro: | Jeremy Simpson |

|             |           |               |
| Roberts 49’ | Marcatori | 90+8’ Grabban |

| Arbitro: | Andy Davies |

|             |           |             |
| Grabban 50’ | Marcatori | 27’ Matondo |

| Sheffield 1º maggio 2021, ore 15:00 BST 45ª giornata | Sheffield Weds | 0 – 0 referto | Nottingham Forest | Hillsborough Stadium (0 spett.)\| Arbitro: \| Tim Robinson \| |
| Arbitro:                                             | Tim Robinson   |               |                   |                                                               |

| Arbitro: | Darren Bond |

|            |           |                         |
| Garner 17’ | Marcatori | 53’ Bayliss 67’ Lindsay |

### FA Cup

#### Turni eliminatori
| Arbitro: | David Webb |

|           |           |  |
| Taylor 3’ | Marcatori |  |

| Arbitro: | Kevin Friend |

|                                                     |           |               |
| Cullen 7’, 67’ Grimes 29’, 61’ (rig.) O. Cooper 84’ | Marcatori | 56’ Knockaert |

### EFL Cup

#### Turni eliminatori
| Arbitro: | Marc Edwards |

|             |           |  |
| Woodrow 49’ | Marcatori |  |

## Statistiche

### Statistiche di squadra
Statistiche aggiornate all'8 maggio 2021.
| Competizione | Punti        | In casa | In casa | In casa | In casa | In casa | In casa | In trasferta | In trasferta | In trasferta | In trasferta | In trasferta | In trasferta | Totale | Totale | Totale | Totale | Totale | Totale | D.R. |
| Competizione | Punti        | G       | V       | N       | P       | Gf      | Gs      | G            | V            | N            | P            | Gf           | Gs           | G      | V      | N      | P      | Gf     | Gs     | D.R. |
| ------------ | ------------ | ------- | ------- | ------- | ------- | ------- | ------- | ------------ | ------------ | ------------ | ------------ | ------------ | ------------ | ------ | ------ | ------ | ------ | ------ | ------ | ---- |
| Championship | 52           | 23      | 6       | 8       | 9       | 21      | 24      | 23           | 6            | 8            | 9            | 16           | 21           | 46     | 12     | 16     | 18     | 37     | 45     | -8   |
| FA Cup       | Quarto turno | 1       | 1       | 0       | 0       | 1       | 0       | 1            | 0            | 0            | 1            | 1            | 5            | 2      | 1      | 0      | 1      | 2      | 5      | -3   |
| EFL Cup      | Primo Turno  | 0       | 0       | 0       | 0       | 0       | 0       | 1            | 0            | 0            | 1            | 0            | 1            | 1      | 0      | 0      | 1      | 0      | 1      | -1   |
| Totale       | 52           | 24      | 7       | 8       | 9       | 22      | 24      | 25           | 6            | 8            | 11           | 17           | 27           | 49     | 13     | 16     | 20     | 39     | 51     | -12  |

### Andamento in campionato
| Giornata  | 1  | 2  | 3  | 4  | 5  | 6  | 7  | 8  | 9  | 10 | 11 | 12 | 13 | 14 | 15 | 16 | 17 | 18 | 19 | 20 | 21 | 22 | 23 | 24 | 25 | 26 | 27 | 28 | 29 | 30 | 31 | 32 | 33 | 34 | 35 | 36 | 37 | 38 | 39 | 40 | 41 | 42 | 43 | 44 | 45 | 46 |
| --------- | -- | -- | -- | -- | -- | -- | -- | -- | -- | -- | -- | -- | -- | -- | -- | -- | -- | -- | -- | -- | -- | -- | -- | -- | -- | -- | -- | -- | -- | -- | -- | -- | -- | -- | -- | -- | -- | -- | -- | -- | -- | -- | -- | -- | -- | -- |
| Luogo     | T  | C  | T  | C  | T  | C  | C  | T  | T  | C  | C  | T  | T  | C  | C  | T  | T  | C  | C  | T  | C  | T  | T  | C  | C  | T  | C  | T  | C  | T  | C  | T  | T  | C  | T  | C  | C  | T  | T  | C  | T  | C  | T  | C  | T  | C  |
| Risultato | P  | P  | P  | P  | V  | N  | N  | N  | P  | V  | V  | P  | P  | P  | N  | P  | P  | P  | V  | N  | N  | N  | V  | V  | P  | V  | N  | V  | N  | P  | V  | V  | N  | P  | P  | N  | P  | N  | V  | V  | N  | P  | N  | N  | N  | P  |
| Posizione | 23 | 22 | 21 | 22 | 20 | 20 | 19 | 20 | 21 | 20 | 20 | 20 | 20 | 21 | 21 | 21 | 21 | 21 | 21 | 20 | 20 | 21 | 19 | 19 | 20 | 21 | 19 | 18 | 16 | 18 | 17 | 15 | 16 | 16 | 17 | 17 | 18 | 17 | 16 | 15 | 15 | 16 | 18 | 17 | 16 | 17 |

Legenda:

Luogo: C = Casa; T = Trasferta. Risultato: V = Vittoria; N = Pareggio; P = Sconfitta.